# Joanna Maria z Maille
Joanna Maria z Maille właśc. Jeanne-Marie de Maillé (ur. w 1331 niedaleko Tours; zm. 28 marca 1414 tamże) – francuska tercjarka franciszkańska, Błogosławiona Kościoła katolickiego.

## Życiorys
Pochodziła ze szlacheckiej rodziny. Mając 16 lat w 1347 roku wyszła za mąż za barona Roberta de Silly. Wkrótce potem oboje złożyli śluby czystości i rozpoczęli wspólne życie w służbie Bogu. Pomagali ubogim i chorym m.in. w czasie epidemii dżumy. Baron został wezwany do walki podczas trwającej wojny francusko-angielskiej, gdzie trafił do niewoli. Po wydostaniu się z niej powrócił do domu i ciężko zachorował. W 1362 roku zmarł, a Joanna była zmuszona do opuszczenia rodzinnej posiadłości. Zamieszkała w Tours w skromnym mieszkaniu graniczącym z klasztorem franciszkanów. Odnowiła dozgonne śluby czystości, składając je na ręce biskupa. 
Po czasie Joanna przeniosła się do pustelni Planche de Vaux, gdzie postanowiła przybrać koronę cierniową. Następnie powróciła do Tours i służyła w miejscowym szpitalu prowadząc skromne życie.
Jej życie było pełne umartwień, poświęcenia i modlitwy. Zmarła 28 marca 1414 roku.
Została beatyfikowana przez papieża Piusa IX w 1871 roku.